# 리차드 오피옹

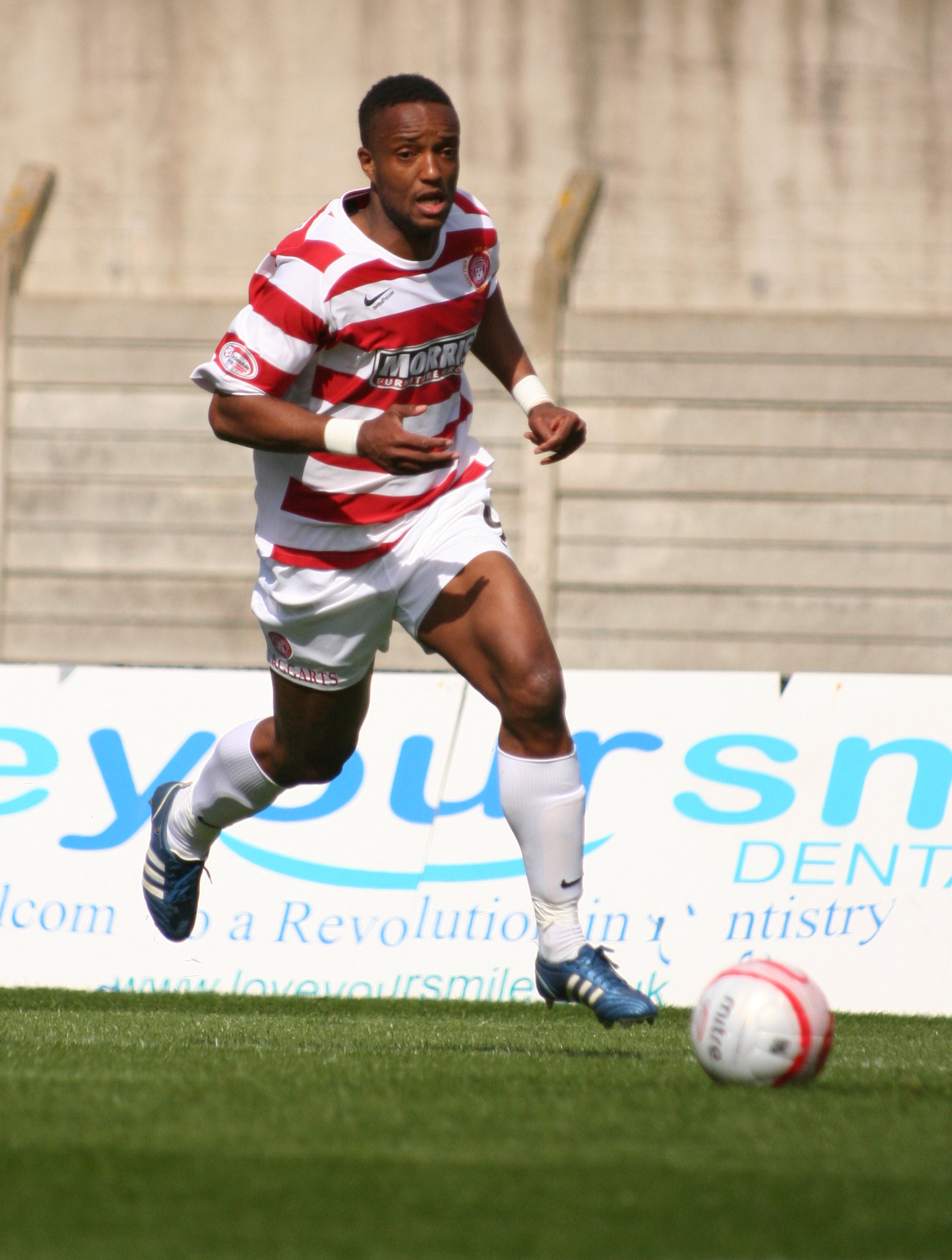

제이미 큐레턴(영어: Richard Offiong, 1983년 12월 17일 ~ )는 영국 잉글랜드 출신의 축구 선수이다.
2005년 전남 드래곤즈에 입단하여 2005 시즌 한 시즌 동안 활약하였다. K리그에서 등록명은 리챠드를 사용하였다.